# Anché (Indre y Loira)
 Anché  es una población y comuna francesa, situada en la región de Centro, departamento de Indre y Loira, en el distrito de Chinon y cantón de Île-Bouchard.

## Demografía
| 475 | 429 | 363 | 367 | 347 | 364 |
| Para los censos de 1962 a 1999 la población legal corresponde a la población sin duplicidades (Fuente: INSEE [Consultar]) |     |     |     |     |     |